# Victoire du spectacle musical
 (avril 2025).
Si vous disposez d'ouvrages ou d'articles de référence ou si vous connaissez des sites web de qualité traitant du thème abordé ici, merci de compléter l'article en donnant les références utiles à sa vérifiabilité et en les liant à la section « Notes et références ».
La Victoire du spectacle musical de l'année est une ancienne récompense musicale française décernée annuellement lors des Victoires de la musique de 1985 à 1996. Elle venait primer le meilleur spectacle musical selon les critères d'un collège de professionnels. Elle a été remplacée en 1999 par la Victoire du spectacle musical, tournée ou concert.

## Palmarès

### Années 1980
- 1985 : Julien Clerc à Bercy
- 1986 : Jean-Michel Jarre à Houston
- 1987 : Cabaret mis en scène par Jérôme Savary
- 1988 : Michel Jonasz pour La Fabuleuse Histoire de Mister Swing

### Années 1990
- 1992 : Les Misérables d'Alain Boublil et Claude-Michel Schönberg au Théâtre Mogador
- 1993 : Cérémonies d'ouverture et de clôture des Jeux olympiques d'hiver à Albertville (chorégraphie : Philippe Decouflé)
- 1994 : Starmania[1] au Théâtre Mogador
- 1996 : Les Poubelles Boys à l'Olympia